# Santa Rosa del Salto
Santa Rosa del Salto es un caserío peruano ubicado en el distrito de Tambogrande, perteneciente a la provincia y departamento de Piura, al norte del Perú. 

## Ubicación
Santa Rosa del Salto se ubica al noroeste de la provincia de Piura, en el distrito de Tambogrande, en el departamento de Piura.

## Demografía
En 2017 Santa Rosa del Salto tenía una población de 280 habitantes.